# Лысый, Николай Николаевич
 Николай Николаевич Лысый (1912, Пляховая, Киевская губерния — 4 декабря 1977, Крымская область) — советский хозяйственный деятель, Герой Социалистического Труда. Работал преимущественно в Крыму.

## Биография
Родился в семье рабочего. Член ВКП(б) с 1940 года. В 1955 году окончил ВПШ при ЦК Компартии УССР.
Трудовую деятельность начал в 1929 году учеником конторы Бродецкого сахарного завода. В 1931—1941 гг. — бухгалтер Бродецкого сахарного завода. С апреля 1941 г. — в Красной армии, участник Великой Отечественной войны. В 1942—1944 гг. — инструктор, заведующий отделом Ашхабадского обкома КП(б) Туркменистана. В 1944—1952 гг. — заведующий административным отделом Тернопольского обкома КП(б) Украины. В 1955—1959 гг. — 1-й секретарь Кировского райкома КП Украины Крымской области. В 1959—1962 гг. — начальник Крымского областного управления совхозов. В 1963—1964 гг. — начальник Евпаторийского территориального производственного совхозно-колхозного управления. В 1964—1977 гг. — директор специализированного треста «Крымптицепром».
Герой Социалистического Труда (1973 г.) Заслуженный работник сельского хозяйства Украинской ССР. Депутат Крымского областного совета.
Скончался 4 декабря 1977 года.

## Книги
- Производство бройлеров — на промышленную основу [Текст] / Н. Н. Лысый, Герой Соц. Труда. — Симферополь : [б. и.], 1975. — 60 с. : ил.; 21 см. — (Б-ка передового опыта. БОО. Технология производства). (Б-ка передового опыта. БОО. Технология производства) FB Бр 216/1967